# Sint-Walburgakerk (Alfen)
De Sint-Walburgakerk (Duits: St. Walburga) is een aan de heilige Walburga gewijd katholiek kerkgebouw in de Duitse plaats Alfen. De kerk en gemeente behoren tot het pastoraal verband Borchen in het decanaat Paderborn van het gelijknamige aartsbisdom. De kerk is het oudste gebouw in de plaats.

## Geschiedenis
Door het bouwen van weerkerken beschermde de bevolking op het platteland zich tegen middeleeuwse vetes en roofzucht. Om deze reden ontstond ook de oude romaanse weerkerk van Alfen. Over het ontstaan van de kerk is weinig bekend. Oude bronnen van 1182 en 1304 vermelden het bestaan van een kerk. Uit een bron van 1370 wordt opgemaakt dat de kerk met het kerkhof in tijden van oorlog en vetes als versterkt toevluchtsoord had gediend. Tijdens de 30-jarige oorlog werd het altaar van de kerk ontwijd en heiligschennis gepleegd met het heilig misoffer. Na de oorlog moest het altaar opnieuw worden gewijd.
Het jaartal 1749 boven de ingang van de kerk herinnert aan een restauratie van de vensters en deuren, die waarschijnlijk werden vernieuwd en vergroot. In jaar 1856 werd de toren, die overigens niet veel hoger was dan de kerk zelf, wegens bouwvalligheid voor een deel afgebroken en tot op de huidige hoogte herbouwd. Dak en muren werden in 1964 tegen schadelijke weersinvloeden zekergesteld en de kerk werd zowel van binnen als van buiten volledig gerenoveerd. Hierbij ontdekte men op de noordelijke zijwand onder een aantal verflagen waardevolle fresco's. De fresco's stellen drie martelaressen voor en naar het noordwesten toe de hel met duivel en vlammen.

## Inrichting
Tot de inrichting behoren een kelkvormig doopvont uit 1618, een laatgotische piëta van hout en een stenen laatgotische Madonna.

## Architectuur
De kerk heeft één schip, één travee en een gesloten koor. In het westen sluit zich de weertoren aan. De kruisgewelven rusten op hoekpijlers en worden verdeeld door gotische gordel- en blindbogen.